# Yves Lacoste
Yves Lacoste (Fez, 1929) é um geógrafo e geopolítico francês. Lançou no início de 1970 a revista Hérodote, que nos últimos trinta anos procurou revelar a face oculta da Geografia, isto é, seu caráter político. Contribui com obras críticas e inovadoras, como La géographie, ça sert, d'abord, à faire la guerre ("A Geografia, isso serve, em primeiro lugar, para fazer a guerra") para uma discussão do conceito da geografia política e geopolítica, especialmente na França.

## Biografia
Yves Lacoste nasceu em 1929. Entre 1947 e 1951 completou o curso de Estudos Superiores de Geografia na Sorbonne.
Em 1948 aderiu ao Partido Comunista Francês e se ligou, então, a numerosas personalidades de movimentos nacionais argelinos. A partir de 1952 passou a lecionar História e Geografia no liceu Bugeau, em Argel. Em 1955 retorna a Paris.
Seu manuscrito Os países sub-desenvolvidos, após muitos anos de recusas, foi editado pela PUF dentro da coleção "Que Sais-je" e logo se tornou um dos best-sellers da editora. Essa obra foi traduzida (traduções oficiais e não-oficiais) para mais de trinta línguas. Publicou, em 1965, pela mesma editora, A geografia do sub-desenvolvimento. Em 1968, foi renomeado professor-assistente da nova Universidade de Vincennes (Paris VIII).
Lançou no início de 1970 a revista Hérodote, que nos trinta anos seguintes procurou revelar a face oculta da Geografia, isto é, seu caráter político. Em 1970, o debate da existência da revista Heródote contaminou sociólogos, historiadores e geógrafos e surgiu pela primeira vez a questão: "A quem serve a geografia?". Em junho de 1972, em plena Guerra do Vietnã, Yves Lacoste publicou no Le Monde um importante artigo sobre a geomorfologia das planícies aluviais de Hanói e, após uma visita ao Vietnã do Norte em agosto de 1972, ele trouxe à luz a estratégia americana de bombardeio dos diques vietnamitas. O artigo que ele publicou no Le Monde a 15 de agosto de 1972 teve grande repercussão na opinião pública americana. O bombardeio dos diques cessara pouco depois.
Em março de 1976, Lacoste escreveu o livro A geografia serve, antes de mais nada, para fazer a guerra, título que, numa edição posterior, foi mudado pelo autor para A geografia - isso serve, em primeiro lugar, para fazer a guerra. A mudança foi feita para evitar que os leitores pensassem que, na visão do autor, a geografia serve somente para a elaboração de estratégias militares, quando seu objetivo era apenas dizer que essa é a função mais antiga da geografia científica. De todo modo, essa foi uma das obras pioneiras da  geografia crítica ou radical, tendo exercido grande influência na academia e no ensino. A partir dos anos 1980, Yves Lacoste e os membros da revista Hérodote se dedicaram aos problemas de geopolítica interna e externa, em escala regional, nacional, continental e internacional.
Embora tenha sido militante comunista, a geografia de Lacoste manteve relações ambíguas com as teorias e os métodos marxistas. De um lado, esse autor advertia quanto aos riscos que a incorporação do marxismo à geografia poderia trazer, na medida em que, não havendo uma preocupação de Marx em teorizar os fenômenos relacionados ao espaço, disso poderia resultar a incapacidade de a geografia explicar tais fenômenos de forma autônoma, já que toda explicação derivaria necessariamente da teoria econômica marxista ou do estudo histórico. De outro lado, é bastante nítida a influência de ideias e categorias marxistas sobre sua obra, como o conceito de ideologia como “falsa consciência”, seus comentários sobre a crise do capitalismo e a proposta explícita de associar o resgate dos estudos geopolíticos a uma “pedagogia militante”. Assim, pode-se concluir que Lacoste se inspirava fortemente no marxismo em sua visão crítica da sociedade capitalista e nas suas concepções sobre o vínculo entre ciência, política e ética profissional, mas procurava valorizar a autonomia epistemológica do estudo do espaço pelo refinamento dos métodos utilizados pela geografia tradicional. Vê-se isso, por exemplo, em suas críticas ao conceito lablacheano de região e em suas reflexões sobre as escalas geográficas de análise. Em suma, a visão desse autor era que, se não poderia haver uma geografia marxista propriamente dita, haveria uma complementaridade entre teorias marxistas e pesquisas geográficas, já que o espaço constituiria o “domínio estratégico por excelência”, influindo decisivamente nas lutas políticas.

## Obras
- 1959: Les Pays sous-développés
- 1965: Géographie du sous-développement
- 1965: Ibn Khaldoun - Naissance de l’histoire du Tiers-Monde
- 1976: La géographie, ça sert, d'abord, à faire la guerre ISBN 2707108154
- 1985: Contre les anti-tiersmondistes et contre certains tiersmondistes
- 1986: Yves Lacoste (sous la direction de), Géopolitiques des régions françaises
  - vol 1: La France septentrionale ISBN 9782213018522
  - vol 2: La façade atlantique
  - vol 3: La France du Sud-Est
- 1993: Dictionnaire de Géopolitique, ISBN 208035101X
- 1994: Dictionnaire géopolitique des États, ISBN 2080351044
- 1996: La Légende de la terre, ISBN 2080354469
- 1998: Vive la Nation - Destin d'une idée géopolitique, ISBN 2213596131
- 2002: L’Eau des hommes, ISBN 270220628X
- 2003: De la Géopolitique aux Paysages. Dictionnaire de la Géographie, ISBN 2200265387
- 2004: Maghreb, peuple et civilisation (com Camille Lacoste-Dujardin), La Découverte ISBN 2707144320
- 2006: Géopolitique. La longue histoire d'aujourd'hui, ISBN 2035054214
- 2006: L'Eau dans le monde: les batailles pour la vie, ISBN 2035825784
- 2006: Géopolitique de la Méditerranée, ISBN 2200268408
- 2010: La question post-coloniale: une analyse géopolitique,[5]
- 2010: Yves Lacoste. La géopolitique et le géographe. Entretiens avec Pascal Lorot, Choiseul éditions, ISBN 978-2-36159-001-7
- 2012: La géographie, ça sert, d'abord, à faire la guerre, Nouvelle édition La Découverte ISBN 978-2-7071-7472-7
- 2013: Atlas géographique, Éditions Larousse ISBN 978-2035887917
- 2016: Géopolitique de la Nation France (com Frédéric Encel), Presses universitaires de France ISBN 978-2130749752
- 2018: Aventures d'un géographe, Des Equateurs ISBN 978-2849905333